# Renee Blount
Renee Blount (Washington, 12 maggio 1957) è un'ex tennista statunitense.

## Carriera
Nei tornei del Grande Slam ha ottenuto il suo miglior risultato raggiungendo i quarti di finale di doppio agli Australian Open nel 1976, in coppia con l'australiana Kaye Hallam, e a Wimbledon nel 1984, in coppia con la connazionale Janet Newberry, e di doppio misto all'Open di Francia nel 1980, in coppia con il francese Amani Jumatano.